# Aserbaidschanisches Staatliches Übersetzungszentrum
Aserbaidschanisches Staatliches Übersetzungszentrum - ist eine staatliche Institution, die die Maßnahmen zum richtigen Gebrauch der Staatssprache von Aserbaidschan sowie zum zentralisierten Organisieren und zur Regulierung des Sprach- und Übersetzungsbereichs durchführt.

## Geschichte
Das Zentrum wurde laut der Anordnung des Präsidenten der Republik Aserbaidschan İlham Əliyev vom 23. Mai 2012 gegründet.

## Zweck und Tätigkeitsschwerpunkte
Zu den Zwecken der Tätigkeit des Zentrums gehören der richtige Gebrauch der Staatssprache, das zentralisierte Organisieren und die Regulierung des Übersetzungsbereichs, die Förderung der aserbaidschanischen Literatur im Ausland und der Weltliteratur in Aserbaidschan.
Zu den  Tätigkeitsschwerpunkten des Zentrums gehören die folgenden:
- Durchführung von entsprechenden Maßnahmen zum richtigen Gebrauch der Staatssprache und zur Entwicklung der Übersetzungsarbeit;
- Durchführung von entsprechenden Maßnahmen zu der Regulierung und Verbesserung des sozialpolitischen, wissenschaftlich-technischen, literarisch-kulturellen Austauschs, der internationalen Beziehungen in Bezug auf Sprache und Übersetzung;
- Sicherstellung des zentralisierten Organisierens der Übersetzungsarbeit, die Ausbildung der hochqualifizierten Übersetzern;
- Die Förderung der aserbaidschanischen Literatur im Ausland und die Weltliteratur in Aserbaidschan sowie die Übersetzung von wichtigen Werken aus der aserbaidschanischen Literatur in die anderen Sprachen und auch aus der Weltliteratur ins Aserbaidschanische und deren Veröffentlichung;
- Überwachung der Maßnahmen zu dem richtigen Gebrauch der Staatssprache in den Übersetzungen, dem Organisieren und der Regulierung des Übersetzungsprozesses auf den wissenschaftlichen, technischen, medizinischen, juristischen und anderen Bereichen.